# The Age of Absurdity
The Age of Absurdity je první studiové album britské skupiny Phil Campbell and the Bastard Sons. Vydáno bylo 26. ledna roku 2018 společností Nuclear Blast. Nahráno bylo ve velšských studiích Rockfield Studios a Longwave Studios a jeho producentem byl Romesh Dodangoda. Následný mastering proběhl v londýnském studiu Abbey Road Studios. Kromě samotného Phila Campbella v kapele hrají tři jeho synové a zpívá Neil Starr. Vedle autorských písní deska obsahuje (jako bonus) také coververzi písně „Silver Machine“ od kapely Hawkwind. Autorem obalu alba je Matt Riste.

## Seznam skladeb
1. Ringleader
2. Freak Show
3. Skin and Bones
4. Gypsy Kiss
5. Welcome to Hell
6. Dark Days
7. Dropping the Needle
8. Step Into the Fire
9. Get on Your Knees
10. High Rule
11. Into the Dark
12. Silver Machine (bonus)

## Obsazení
- Phil Campbell – kytara
- Todd Campbell – kytara
- Tyla Campbell – baskytara
- Dane Campbell – bicí
- Neil Starr – zpěv